# Cassiope (botanica)
Cassiope D.Don, 1834 è un genere di piante della famiglia delle Ericacee. È l'unico genere della sottofamiglia Cassiopoideae.

## Distribuzione e habitat
Il genere è ampiamente distribuito nell'emisfero settentrionale (Nord America, Europa settentrionale, Asia).

## Tassonomia
Il genere comprende le seguenti specie:
- Cassiope abbreviata Hand.-Mazz.
- Cassiope × anadyrensis Jurtzev
- Cassiope argyrotricha T.Z.Hsu
- Cassiope ericoides (Pall.) D.Don
- Cassiope fastigiata (Wall.) D.Don
- Cassiope fujianensis L.K.Ling & G.Hoo
- Cassiope hypnoides (L.) D.Don
- Cassiope lycopodioides (Pall.) D.Don
- Cassiope membranifolia R.C.Fang
- Cassiope mertensiana (Bong.) G.Don
- Cassiope myosuroides W.W.Sm.
- Cassiope nana T.Z.Hsu
- Cassiope palpebrata W.W.Sm.
- Cassiope pectinata Stapf
- Cassiope redowskii (Cham. & Schltdl.) G.Don
- Cassiope selaginoides Hook.f. & Thomson
- Cassiope stelleriana (Pall.) DC.
- Cassiope tetragona (L.) D.Don
- Cassiope wardii Marquand